# Гапінге
Гапінге (нід. Gapinge) — село в нідерландській провінції Зеландія. Входить до муніципалітету Вере.
Його площа становить 21,34 км², а населення станом на 2021 рік складало 1 550 осіб.
Перша згадка про населений пункт датується 1216 роком.
До 1857 року мало статус окремого муніципалітету.

## Галерея

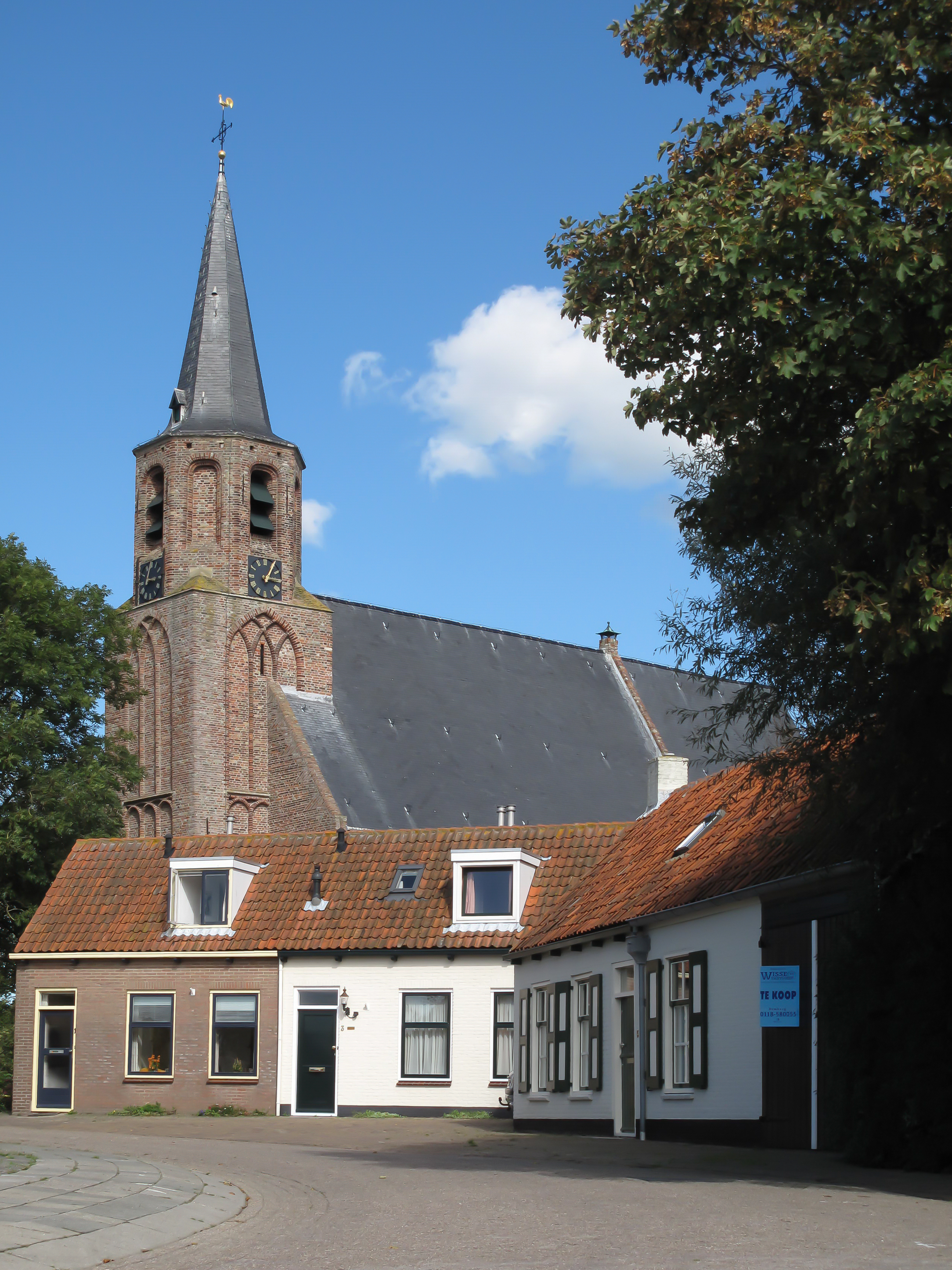
Протестантська церква Torenkerk
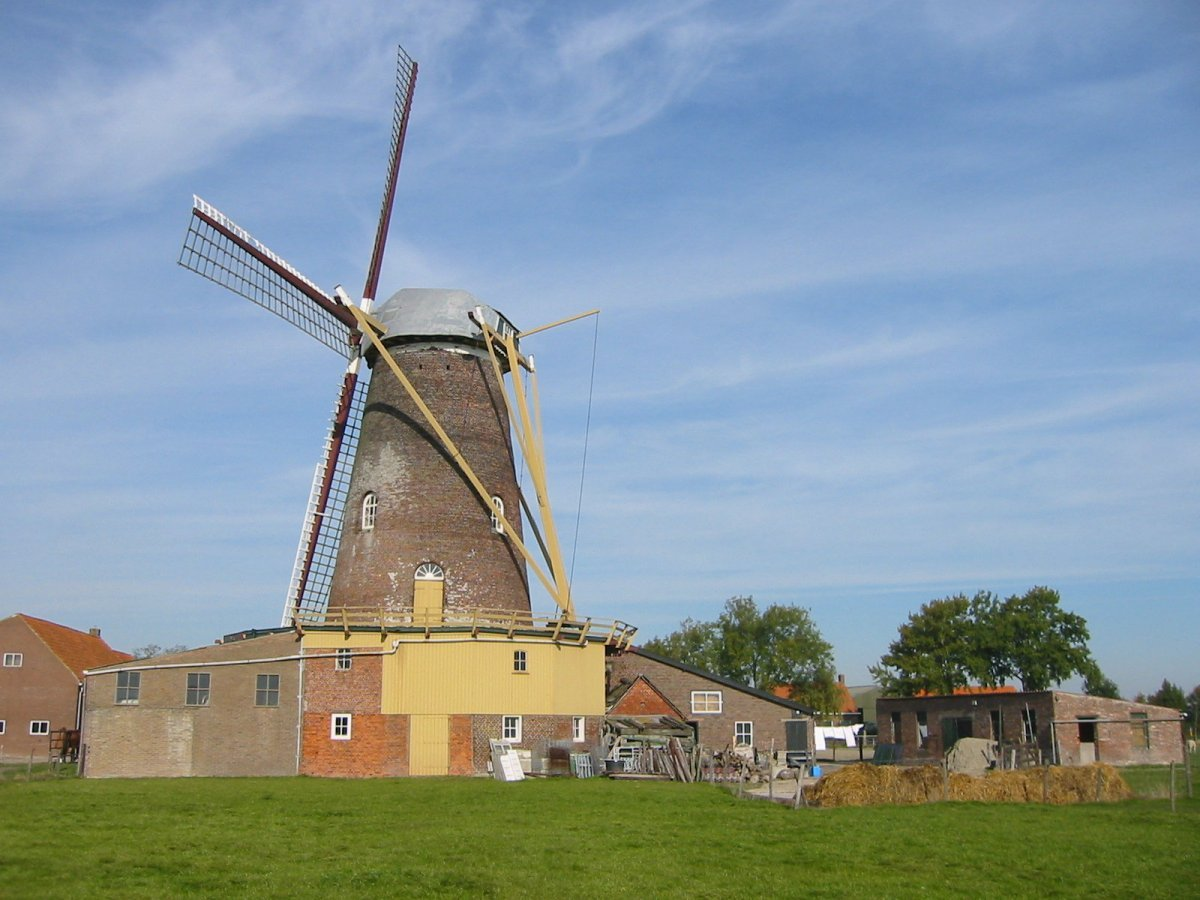
Вітряк De Graanhalm
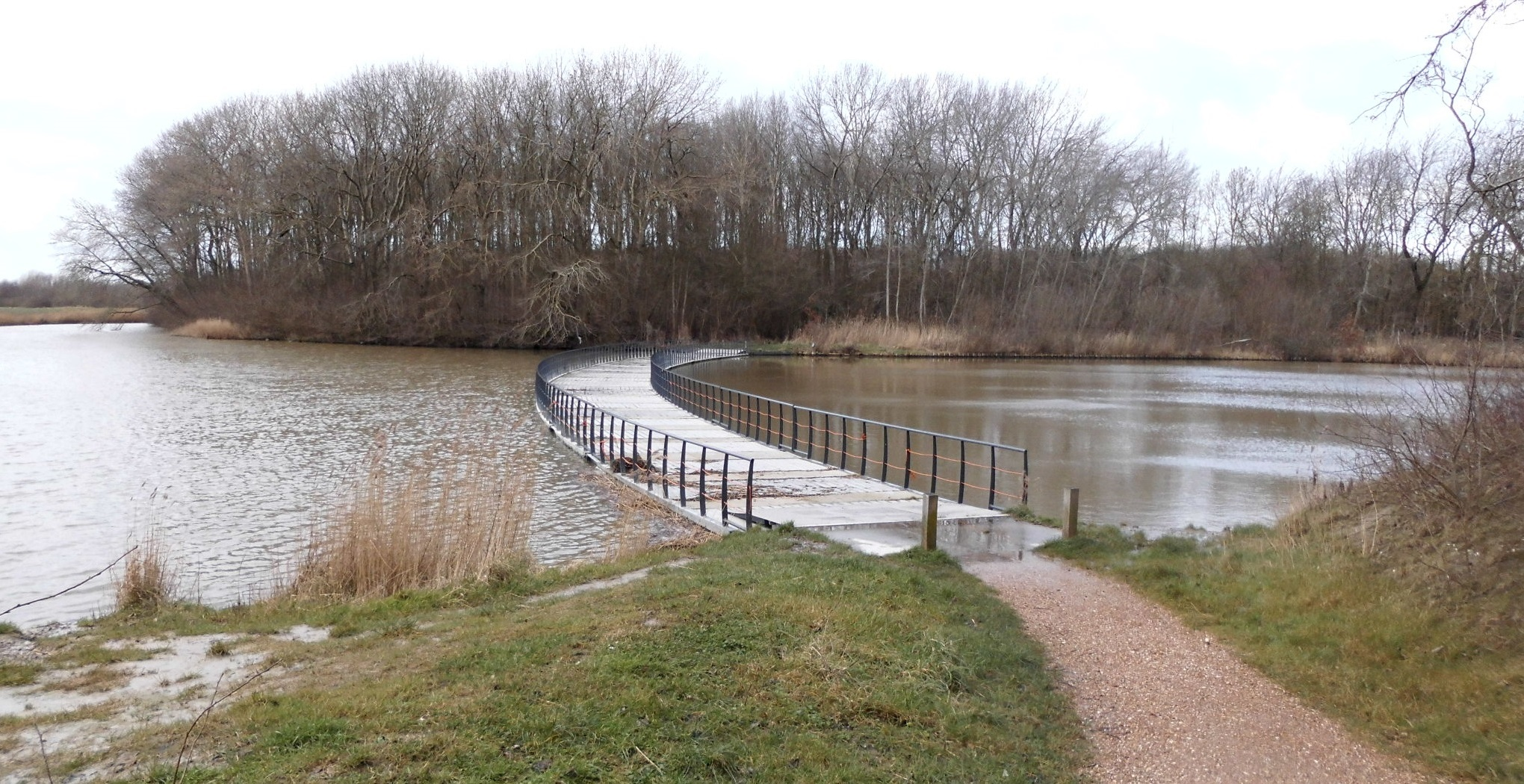
Понтонний міст у селі
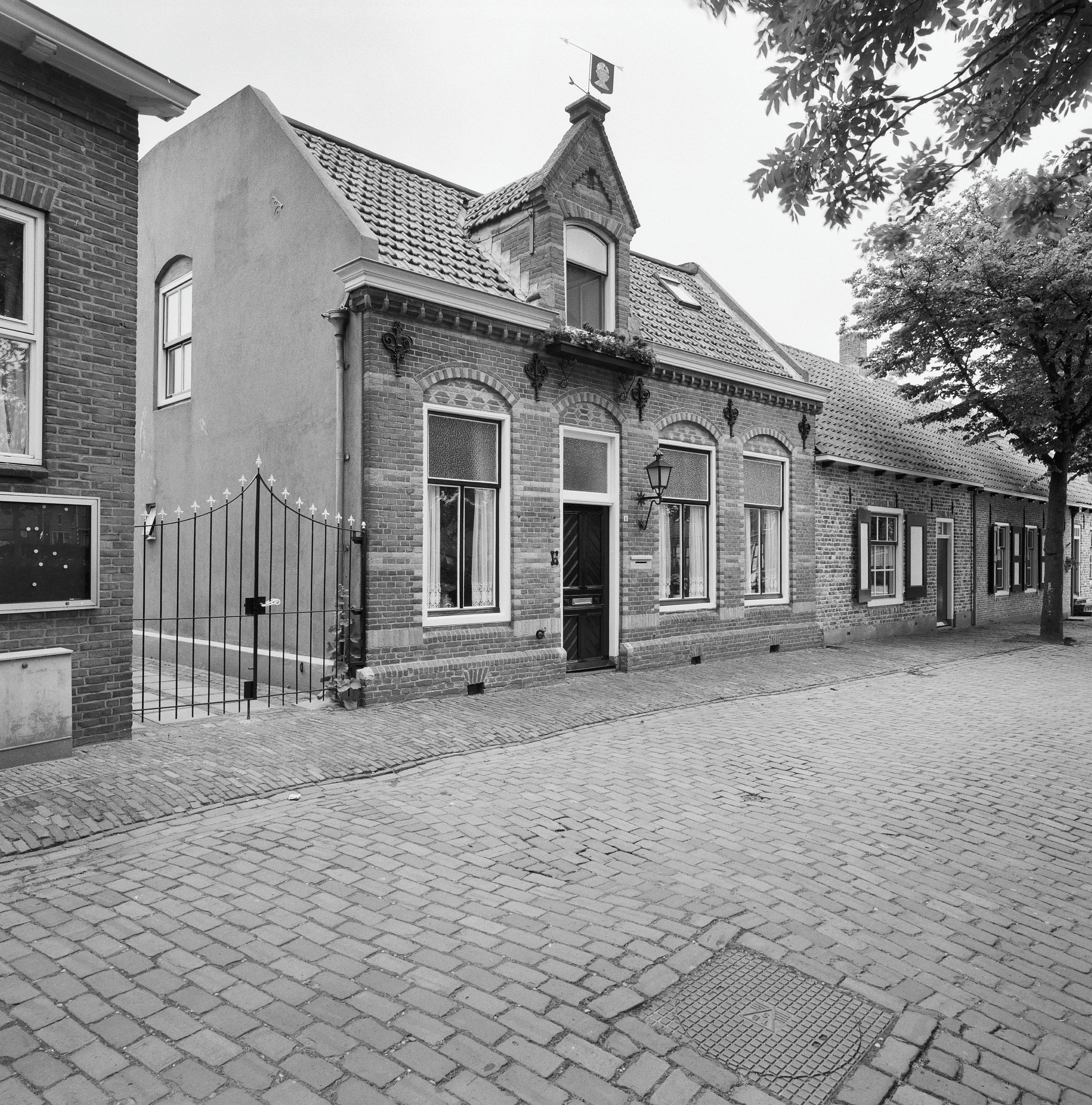
Будинок шкільного вчителя